# Almaty Arena
Almaty Arena (kazašsky Алматы Арена) je sportovní a kulturní komplex v Almaty v Kazachstánu. Byl postaven v roce 2016 pro Zimní univerziádu 2017.
Autorem projektu je společnost СТРОЙТЕКС. Stavba je navržena pro pořádání sportovních soutěží v hokeji, boxu, malém fotbale, krasobruslení, karate, judu, moderní gymnastice, tanci a v dalších sportech. Almaty Arena rovněž hostí kulturní akce – koncerty, festivaly, hudební ceny. Je co do kapacity největší hokejová hala ve Střední Asii a druhá největší v SNS po běloruské Minské aréně.

## Historie
Aréna byla oficiálně otevřena 18. září 2016 za přítomnosti prezidenta Kazachstánu Nursultana Nazarbajeva.